# 제조업에 대한 보고서

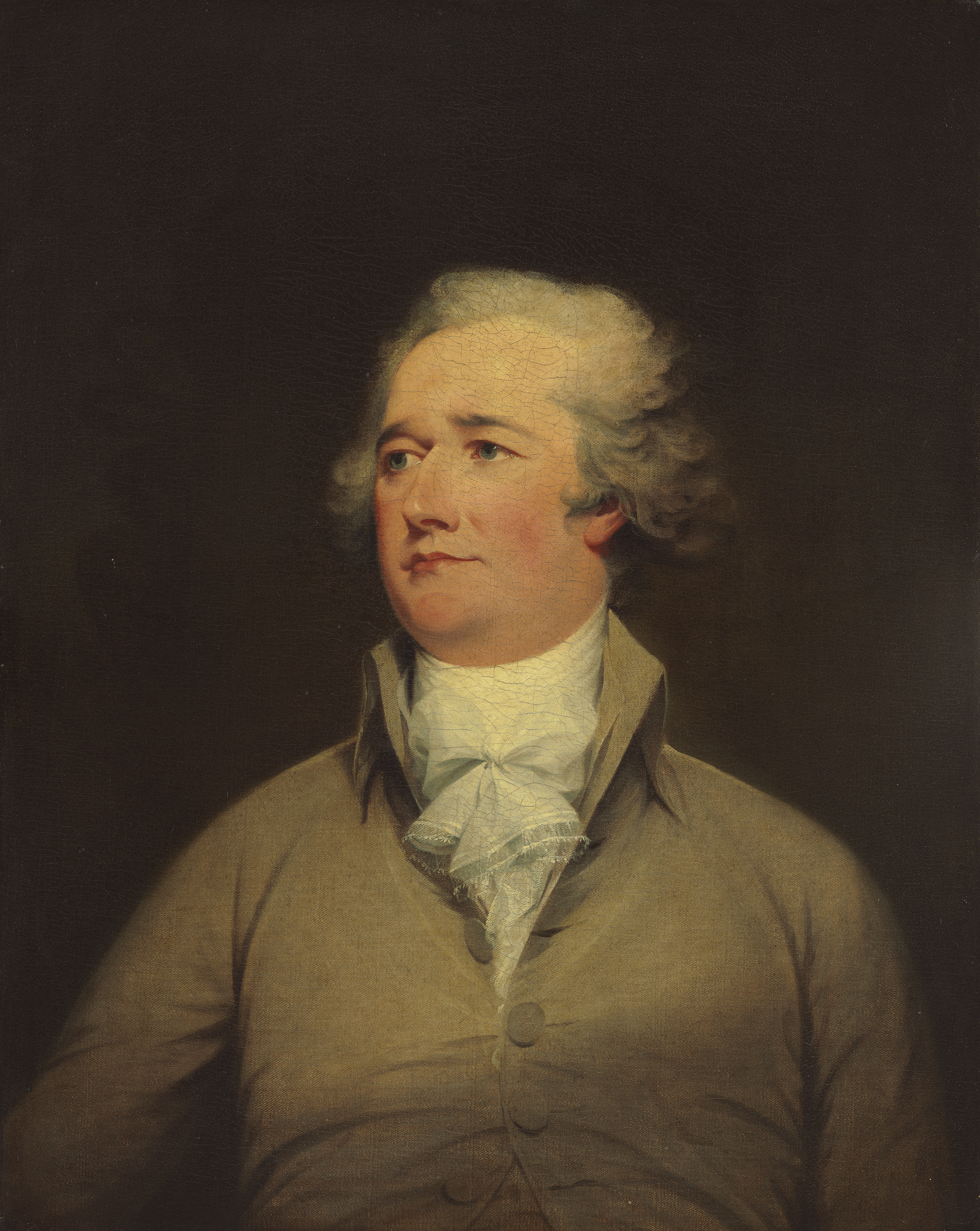
초상 알렉산더 해밀턴, 존 트럼불, 1792

미국 역사에서 제조업에 대한 보고서(Report on the Subject of Manufactures)는 줄여서 제조업 보고서(Report on Manufactures)로 불리며, 알렉산더 해밀턴의 네 가지 주요 보고서 중 세 번째이자 걸작으로 평가받는 작품이다. 그는 미국 건국의 아버지이자 초대 미국의 재무장관이었다. 이 보고서는 1791년 12월 5일 의회에 제출되었다. 보고서에서 해밀턴은 미국 내 현대 제조업 기술을 지원하기 위한 산업 정책을 주장했다.
이 보고서는 엘리자베스 1세의 잉글랜드 왕국에서 시작된 중상주의 체제와 프랑스 왕국의 장바티스트 콜베르의 관행에 뿌리를 둔 경제 원칙을 제시했다. 보고서의 주요 내용은 훗날 켄터키주 출신 미국 상원의원 헨리 클레이 시니어와 그의 휘그당에 의해 "미국 시스템" 프로그램에 통합되었다. 초기 시절 자신을 "헨리 클레이 관세 휘그당원"이라고 불렀던 에이브러햄 링컨은 훗날 이 원칙들을 노예제 기관과 확장에 대한 반대와 함께 초기 공화당의 초석으로 삼았다.
해밀턴의 사상은 미국 경제학파의 기초를 형성했다.

## 경제 계획
해밀턴은 미국이 독립을 확보하기 위해서는 제조업 성장을 장려하고 이를 국가 경제 시스템의 영구적인 특징으로 보장하는 건전한 정책을 가져야 한다고 주장했다. 그는 산업에 대한 보조금 또는 보조금 지급, 적정 관세를 통한 무역 규제(이는 수입을 억제하기 위함이 아니라 보조금을 통해 미국 제조업을 지원하기 위한 수입을 통한 재정 수입 증대를 위한 것이었다), 그리고 기타 정부의 장려책을 통해 이를 달성할 수 있다고 주장했다. 이러한 정책들은 제조업의 성장을 촉진할 뿐만 아니라, 다각적인 고용 기회를 제공하고 젊은 미국으로의 이민을 촉진할 것이다. 또한 농업을 포함한 경제 전반에 걸쳐 테크놀로지와 과학의 적용을 확대할 것이다. 해밀턴은 그의 보고서에서 "특별한 가치를 지닌 개선과 비밀"을 미국으로 가져오는 사람들에게 보상할 것을 주장했다. 이는 미국을 산업 스파이의 안식처로 만드는 데 기여했다.

### 관세
해밀턴은 적당한 수준의 관세가 국가 재정을 충당할 수 있는 수입을 늘릴 것이라고 보았다. 또한 관세는 국내 또는 국가 제조업과 경제 성장을 장려하는 데 사용될 수 있었는데, 이는 거둔 자금을 제조업자들에게 보조금으로 지급함으로써 가능했다. 해밀턴은 관세를 다음과 같은 목적으로 사용하고자 했다:
- 국내 유치 산업을 보호하여 규모의 경제를 달성하고 해외의 더Established된 기업들과 경쟁할 수 있도록 한다.
- 정부 경비를 지불하기 위한 수입을 늘린다.
- 보조금(subsidy)을 통해 제조업을 직접 지원하기 위한 수입을 늘린다.

### 산업 보조금
해밀턴은 적당한 관세로 모금된 자금에 의존하는 산업에 대한 보조금(보조금)이 상품의 공급을 줄이거나 가격을 올리지 않으면서 제조업을 성장시키는 가장 좋은 수단이 될 것이라고 생각했다. 직접적인 지원을 통한 이러한 장려는 미국 기업이 경쟁력을 갖추고 국가 전체와 함께 독립적으로 될 수 있도록 할 것이다. 부분적으로 보조금은 다음을 위해 사용될 것이다:
- 국가의 기업가 정신, 혁신 및 발명 정신을 장려한다.
- 국내 상업을 늘리고 장려하기 위해 도로 및 운하를 포함한 내부 개선을 지원한다.
- 국내, 특히 방위 물품을 위해 해외 상품에 의존함으로써 외국 세력의 통제로부터 독립적인 제조 강국으로 신생 국가를 성장시킨다.

## 의회의 채택
비록 의회는 1791년 매디슨과 그의 지지자들의 반대로 해밀턴의 제안을 받아들이기를 거부했지만, 해밀턴의 세 번째 보고서의 많은 부분은 나중에 미국 의회에 의해 채택되었다. 산업에 대한 보조금 지원에 대한 지속적인 반대에도 불구하고 말이다. 양측은 제조업 독립이 바람직하고 필요하다는 데 동의했지만, 이를 달성하는 방법에 대해서는 의견이 달랐다. 제퍼슨의 민주공화당의 주요 보조금 반대 이유는 보조금이 부패와 신생 국가의 특정 지역, 즉 농업 중심의 남부보다 북부를 편애하는 결과를 초래할 수 있다는 두려움 때문이었다. 이러한 분열은 남북 전쟁 발발까지 경제 정책 문제에서 계속해서 나타났다.
해밀턴의 보고서가 완전히 무시되었다고 흔히 생각되지만, "해밀턴은 보고서 제출 후 5개월 이내에 의회가 보고서의 거의 모든 관세 권고를 입법하도록 노력했다."
해밀턴의 수입 기반 무역 정책은 보다 온건한 관세를 의미했으며, 1794년까지 제조업자들은 연방당에서 더 높은 보호주의적 관세를 선호하는 민주공화당으로 지지를 전환했다.

## 반대
알렉산더 해밀턴의 경제 계획에 반대하는 주요 인물로는 토머스 제퍼슨(나중까지)과 제임스 매디슨이 있었는데, 이들은 대부분의 신생 민주공화당과 함께 산업에 대한 보조금 사용에 반대했다. 보조금 대신 그들은 제조업을 늘리기 위해 높은 관세와 수입 제한을 주장했으며, 이는 자국 시장 보호를 원하는 제조업자들 스스로가 선호하는 방식이었다. 비록 제퍼슨주의적 입장이 원래는 농민 중심의 "농업" 경제를 선호했지만, 시간이 지나면서 해밀턴의 원래 사상 중 많은 부분을 포괄하게 되었다. 또한 "매디슨 행정부는 미국 역사상 최초의 진정한 보호주의 관세를 일으키는 데 일조했다."

## 현대 역사가들의 평가
경제 사학자 더글라스 어윈에 따르면, 알렉산더 해밀턴의 보호주의적 명성은 종종 과장된다. 해밀턴이 흔히 고관세와 연관되지만, 어윈은 이 보고서가 "흔히 묘사되는 것보다 훨씬 더 미묘하다"고 지적한다. 해밀턴은 미국이 산업 발전이 거의 없었던 시기에 국내 제조업 육성을 지지했지만, "높은 관세보다는 투자에 대한 보조금과 장려책"을 선호했으며, 관세가 산업 성장을 촉진하는 데 특히 효과적이지 않다고 믿었다. 어윈에 따르면, 해밀턴은 제조업을 외국 경쟁으로부터 반드시 보호하려기보다는 지원하는 것을 목표로 했으며, 과도한 보호가 비효율을 초래하고 전반적인 무역을 감소시킬 수 있음을 인식했다. 어윈은 역사적 맥락의 중요성을 강조하며, 미국이 영국과의 전쟁에서 막 벗어났고, 이후 세기들과는 매우 다른 조건의 주로 농업 사회였다는 점을 지적한다.

## 같이 보기
- 공공 신용에 대한 첫 번째 보고서 – 해밀턴의 공공 재정 보고서
- 공공 신용에 대한 두 번째 보고서 – 해밀턴의 국립 은행 보고서
- 연방당 – 해밀턴의 정당
- 정치경제학 – 경제 이론 연구 개요
- 자유 무역 경제학 – 반대 학파
- 공공 신용 추가 지원 계획에 관한 보고서 – 해밀턴의 사임 후 공공 신용 처리 보고서

## 더 읽기
- Ben-Atar, Doron (1995). 《Alexander Hamilton's Alternative: Technology Piracy and the Report on Manufactures》. 《The William and Mary Quarterly》 52. 389–414쪽. doi:10.2307/2947292. JSTOR 2947292.
- 크롤리, 허버트, The Promise of American Life (2005 reprint)
- 조셉 도프만. The Economic Mind in American Civilization, 1606–1865 (1947) vol. 2
- 조셉 도프만. The Economic Mind in American Civilization, 1865–1918 (1949) vol. 3
- 포너, 에릭. Free Soil, Free Labor, Free Men: The Ideology of the Republican Party before the Civil War (1970)
- 길, 윌리엄 J. Trade Wars Against America: A History of United States Trade and Monetary Policy (1990)
- 린드, 마이클 Hamilton's Republic: Readings in the American Democratic Nationalist Tradition (1997)
- 린드, 마이클 What Lincoln Believed: The Values and Convictions of America's Greatest President (2004)
- 파렌티, 크리스천 Radical Hamilton: Economic Lessons from a Misunderstood Founder (2020)
- Peskin, Lawrence A. (2002). 《How the Republicans Learned to Love Manufacturing: The First Parties and the 'New Economy'》. 《Journal of the Early Republic》 22. 235–262쪽. doi:10.2307/3125181. JSTOR 3125181.
- 리처드슨, 헤더 콕스. The Greatest Nation of the Earth: Republican Economic Policies during the Civil War (1997)
- 에드워드 스탠우드, American Tariff Controversies in the Nineteenth Century (1903; reprint 1974), 2 vols.